# Admiral Brommy (Schiff, 1860)
Die Admiral Brommy war eine deutsche Bark und das zweite Schiff, das nach Konteradmiral Karl Rudolf Brommy benannt wurde. 

## Das Schiff
Sie lief am 3. September 1860 auf der Werft der Gebrüder Gross in Hammelwarden, heute Brake/Unterweser, vom Stapel, und wurde von einem der Teilhaber der Werft, Oltmann Eduard Gross, in Bremerhaven bereedert und führte daher die Bremer Speckflagge. Die Namensgebung nach Brommy erfolgte vermutlich aufgrund des Umstands, dass die Schwester der drei Teilhaber, Hascheline Auguste Caroline Brommy, geb. Gross, Brommys Ehefrau bzw. Witwe war, deren Mann Anfang des Jahres verstarb.

## Reisen
Die Jungfernfahrt unter Kapitän Johann Carl Meyer führte mit 179 Passagieren von der Weser nach Baltimore. Schon 1862 wurde die Bark an die Bremer Firma Albers & Claussen verkauft und in America umbenannt. Im März 1863 musste sie auf dem Nordatlantik während einer Fahrt in die Vereinigten Staaten aufgrund eines Sturmschadens wieder umkehren und Queenstown als Nothafen anlaufen. Bei dem Sturm war mindestens ein Menschenleben zu beklagen gewesen. Das Reiseziel New York wurde daher erst nach 116 Tagen erreicht. Im Herbst 1863 übernahm Kapitän Georg Köper das Schiff und führte es gut 15 Jahre lang. Die Bark war vorzugsweise im Auswanderertransport tätig, führte jedoch von 1863 bis 1867 eine vierjährige Reise durch, auf der sie keinen deutschen Hafen anlief. Trotzdem lief sie mit derselben Besatzung wieder in Bremerhaven ein, ohne dass ein Mann abgemustert hätte.

## Rettungen aus Seenot
1868 musste die America Fayal anlaufen, weil sie am 25. Dezember die Mannschaft der britischen Bark Cuthberts aus Auld aus Seenot gerettet hatte, die ihrerseits wiederum die Mannschaft des kanadischen Segelschiffs Hibernia, aus Québec kommend, aus Seenot gerettet hatte. Beide Schiffe waren auf ihren Holzladungen getrieben und dann verlassen worden. Die Besatzung und die Schiffbrüchigen der Cuthbert hatten 13 Tage lang auf dem Wrack getrieben. Insgesamt wurden 39 Personen in Fayal angelandet. In Anerkennung seiner Leistung und der Rettung der britischen Seeleute erhielt Köper von der britischen Regierung einen Sextanten. Bis 1872 wurden weitere Auswanderfahrten durchgeführt.
Am 18. Juli 1874 stieß sie auf einer Reise nach New York auf Position D mit einer unbekannten Bark zusammen, wobei bei der Amerika der Fockmast sprang und das unbekannte Schiff den Großmast verlor.

## Verkauf
1882 wurde sie nach Norwegen an die Reederei Wilhelm Wilhelmsen in Tønsberg verkauft, die den Schiffsnamen in Amerika abänderte. 1890 wurde sie an H. Mathiesen in Fredrikstad verkauft, 1894 an L. Schübeler, ebenda. Im Januar 1900 wurde sie abgewrackt. Sie hatte für ein großes hölzernes Segelschiff ein bemerkenswertes Alter erreicht.